# Жан Теяндьє
Жан Теяндьє (фр. Jean Taillandier, нар. 22 січня 1938, Озанс) — французький футболіст, що грав на позиції воротаря.
Виступав, зокрема, за клуби «Расінг» (Париж) та «Ланс», а також національну збірну Франції.

## Клубна кар'єра
У дорослому футболі дебютував 1955 року виступами за команду «Расінг» (Париж), в якій провів дев'ять сезонів, взявши участь у 154 матчах чемпіонату.
Після вильоту «Расінга» з вищого дивізіону у 1964 році, Теяндьє перейшов у «Ланс». Відіграв за команду з Ланса наступні чотири сезони своєї ігрової кар'єри. Більшість часу, проведеного у складі «Ланса», був основним голкіпером команди.
Завершив професіональну кар'єру у команді другого дивізіону «Канн», за яку виступав протягом сезону 1968/69 років, після чого грав за невеликі нижчолігові команди.

## Виступи за збірну
9 липня 1960 року дебютував в офіційних іграх у складі національної збірної Франції в матчі за 3-тє місце домашнього чемпіонату Європи 1960 року проти збірної Чехословаччини (0:2).
Загалом протягом кар'єри в національній команді, яка тривала 1 рік, провів у її формі 3 матчі.